# N745 (België)
De N745 is een gewestweg in de Belgische provincie Limburg. Deze weg vormt de verbinding tussen Bilzen en Riemst.
De totale lengte van de N745 bedraagt ongeveer 8 kilometer.

## Plaatsen langs de N745
- Bilzen
- Martenslinde
- Kleine-Spouwen
- Grote-Spouwen
- Vlijtingen
- Riemst